# 허동민
허동민(許洞民, 2004년 3월 9일~)은 대한민국의 축구 선수이며 포지션은 수비형 미드필더이다. 현재 K리그1 FC 서울에서 뛰고 있다.

## 구단 경력
FC 서울의 유스인 오산중학교와 오산고등학교 출신으로, 2024시즌을 앞두고 우선 지명 신분으로 중앙대에서 FC 서울로 콜업되어 선수생활을 시작하였다.

## 개인사
서울대동초등학교에 재학중이던 2017년, 차범근 축구상을 수상했다.
오산중학교의 주장을 맡고있던 2019년, GS챔피언스파크에서 당시 FC서울의 주장 고요한과 함께한 인터뷰를 통해 자신의 드림 클럽으로 FC서울을 꼽았다.
FC서울 입단 이후 진행한 인터뷰에서 자신의 롤모델로 같은 팀 선배인 기성용을 꼽았다.

## 수상 내역
- 2023 U리그1 왕중왕전 베스트영플레이어상[4]